# Серафим Бързаков
Серафим Иванов Бързаков е български борец, състезаващ се в стил свободната борба, двукратен Световен шампион, Вицеолимпийски шампион от Летните олимпийски игри в Сидни 2000.

## Биография
Серафим Бързаков е роден на 22 юли 1975 г. в с. Коларово, община Петрич. Израства и живее в съседното село Самуилово.
Сребърен медалист от летните олимпийски игри през 2000 г. в Сидни в категория до 63 kg. Първият му треньор е Димитър Алексов, а понастоящем Георги Стоичков. Състезавал се е за клубовете „Славия-Литекс“ и „Левски“.
През 2019 година в Петрич отваря врати новата спортна зала, носеща името на Серафим Бързаков.

### Успехи
- 2 място ЕП – мъже „Фрибур '1995“ (Швейцария)
- 1 място ЕП – мъже „Будапеща '1996“
- 3 място ЕП – мъже „Варшава '1997“
- 1 място СП – мъже „Техеран '1998“
- 1 място ЕП – мъже „Братислава '1998“
- 2 място ЕП – мъже „Минск '1999“
- 3 място ЕП – мъже „Будапеща 2000“
- 2 място ОИ – „Сидни 2000“
- 1 място ЕП – мъже „Будапеща 2001“
- 1 място СП – мъже „София 2001“
- 2 място СП – мъже „Ню Йорк 2003“
- 8 място ОИ – „Атина 2004“
- 1 място ЕП – мъже „Варна 2005“
- 2 място СП – мъже „Будапеща 2005“
- 3 място ЕП – мъже „Москва 2006“
- 5 място СП – мъже „Гуанджоу 2006“ (Китай)
- 3 място ЕП – мъже „София 2007“
- Носител на турнира „Дан Колов“ 3 кратен.[2]